# Hamad Bin Khalifa Civilisation Center

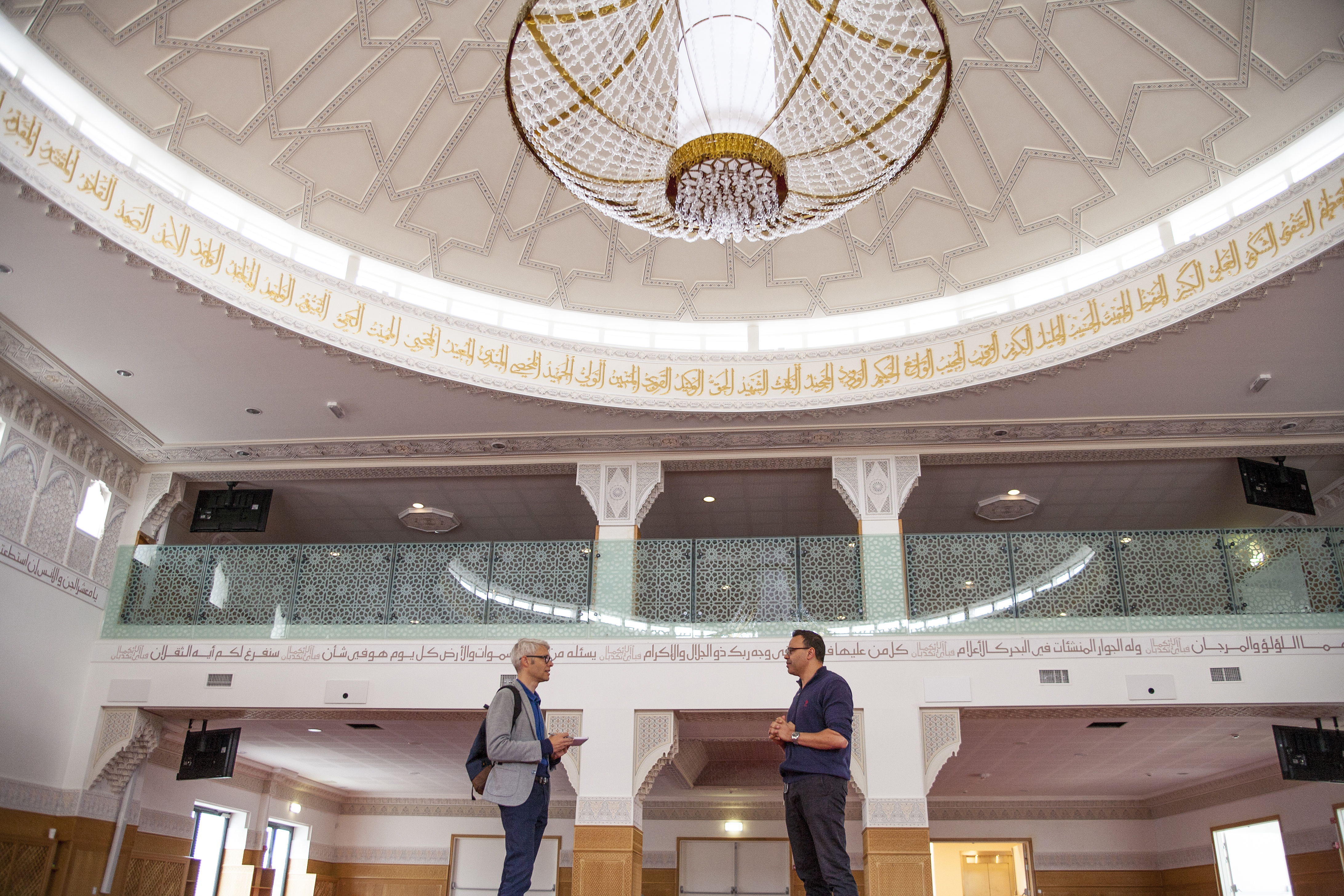
wnętrze meczetu

Hamad Bin Khalifa Civilization Centre (HBKCC) – sunnicki meczet w dzielnicy Nørrebro w Kopenhadze w Danii. Jest pierwszym budynkiem zbudowanym w celu pełnienia funkcji meczetu w Danii i jednym z największych meczetów w Europie.

## Historia
We wrześniu 2013 roku, kiedy świątynia była jeszcze w budowie, krytycy podnieśli głos w związku z planem nadawania przez Hamas kanału telewizyjnego Al-Aqsa TV w centrum medialnym meczetu.
W czerwcu 2014 roku Hamad Bin Khalifa Civilization Center (nazwane na cześć emira Kataru Hamada ibn Chalifa Al Thani) zostało otwarte. Jest to największy meczet w kraju i pierwszy posiadający minaret.
Budowa meczetu została sfinansowana z 27 milionów dolarów przekazanych przez Katar, co skłoniło Duńską Partię Ludową do wyrażenia zaniepokojenia potencjalną ingerencją Kataru w sprawy wewnętrzne Danii. 
Duńska rodzina królewska i przedstawiciele rządu zostali zaproszeni do udziału w otwarciu meczetu, ale zaproszenie zostało odrzucone. Pojawił się jedynie zastępca burmistrza Kopenhagi ds. socjalnych, Jesper Christensen.
Minaret nie jest używany do nadawania adhanu.
Grupa Stop Islamizacji Danii planowała protest przed budynkiem w dniu jego otwarcia, ale policja zakazała demonstracji.
W 2020 roku gazeta Berlingske poinformowała, że meczet otrzymał 227 milionów koron duńskich (ponad 23 miliony euro) od inwestorów z Kataru.

## Opis
Meczet został zaprojektowany przez duńskich architektów Jana Wenzela i Larsa Tuxena i jest własnością Duńskiej Rady Islamskiej. Wewnątrz może on pomieścić 3000 osób i dodatkowe 1500 na wewnętrznym dziedzińcu. Zewnętrzna część meczetu wykonana jest z tytanu, szkła i polerowanego betonu. Wiele elementów architektonicznych budynku symbolizuje jego związek z Mekką.